# Evla
Evla (macedónul: Евла) település Észak-Macedóniában, a Pelagonijai körzet Reszeni járásában.

## Népesség
| Lakosok száma | 458  | 481  | 426  | 313  | 232  | 175  | 138  | 106  | 51   |
|               | 1948 | 1953 | 1961 | 1971 | 1981 | 1991 | 1994 | 2002 | 2021 |

- 2002-ben 106 lakosa volt, akik mindannyian macedónok.